# San Martín Zapotitlán
San Martín Zapotitlán é uma cidade da Guatemala do departamento de Retalhuleu. 